# Belle Chasse
Belle Chasse – jednostka osadnicza w Stanach Zjednoczonych, w stanie Luizjana, w parafii Plaquemines.